# 20-й цикл сонячної активності
20-й цикл сонячної активності — двадцятий сонячний цикл, рахуючи від 1755 року, коли розпочався систематичний моніторинг кількості сонячних плям. Цикл тривав 11,4 року від жовтня 1964 року до березня 1976 року. Максимальне протягом цього сонячного циклу значення числа Вольфа для кількості сонячних плям спостерігалося в листопаді 1968 року і становило 156,6, а початковий мінімум числа Вольфа становив 14,3. У мінімумі сонячної активності під час переходу від 20-го до 21-го циклу сонячної активності було загалом 272 днів без сонячних плям.

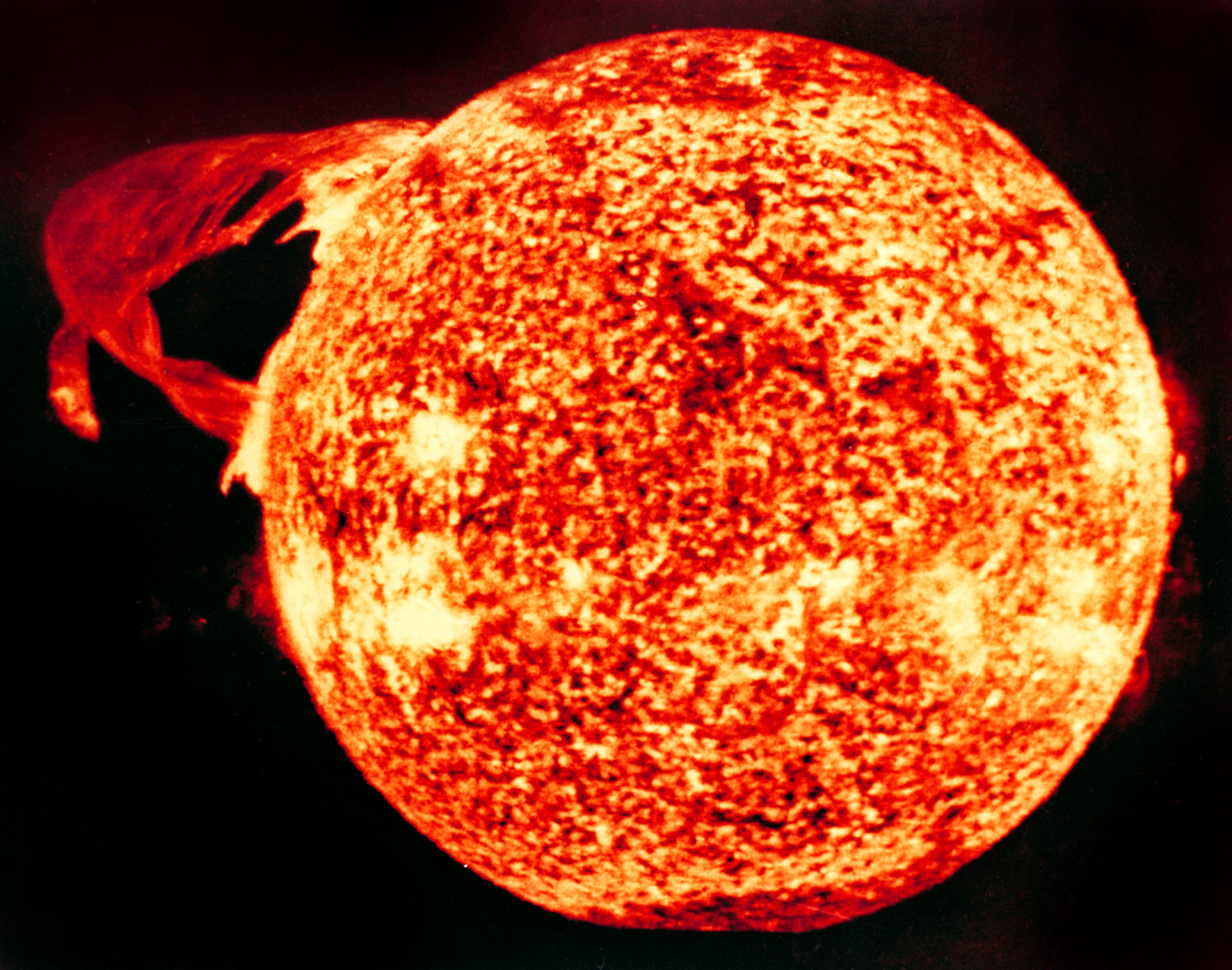
Один з найбільших будь-коли зареєстрованих сонячних протуберанців, знятий під час 20-го циклу сонячної активності, 19 грудня 1973 року.

Порівняння з іншими циклами показує, що геомагнітна активність під час спадної фази 20-го циклу (1973—1975) була надзвичайно високою. Висока сонячна активність була одним із факторів, що спричинив більш раннє, ніж очікувалося, повернення Скайлабу в земну атмосферу в 1979 році.
Дані 20-го циклу сонячної активності були використані для побудови моделі флюенсу сонячних протонів K-1974, яка застосовували для планування космічних місій протягом 21-го сонячного циклу.

## Сонячна буря серпня 1972 року
Надзвичайно активна активна область McMath 11976 спричинила історичну серію сонячних спалахів та корональних викидів маси в серпні 1972 року. Один корональний викид маси досяг Землі за рекордно короткий час — 14,6 години, — і викликав сильну геомагнітну бурю, яка спричинила глобальні порушення радіозв''язку і проблеми в електричній мережі, а також детонацію численних американських магнітних морських мін у Північному В'єтнамі.